# Prionosuchus
A Prionosuchus a kétéltűek egy kihalt neme, amely a középső perm korszakban, 270 millió évvel ezelőtt élt. Kilenc méteres hosszával a Prionosuchus a valaha élt legnagyobb kétéltű. A genus egyetlen ismert faja a Prionosuchus plummeri.

## Leírása

A Prionosuchus mérete az emberhez viszonyítva

Az állat maradványait Északkelet-Brazíliában, a Parnaiba-medence Pedra do Fogo formációjának középső permi rétegeiben találták meg. Leírását L. I. Price közölte 1948-ban. Az állkapocsmaradványok alapján, a többi Archegosauridával összehasonlítva koponyája hosszát 1,6 méteresre becsülték az állatot teljes hossza pedig elérte a kilenc métert; ezzel ő a valaha megtalált legnagyobb kétéltű.
Hosszú törzse, rövid lábai, úszáshoz alkalmazkodott farka és állkapcsai miatt a Prionosuchus nagyon hasonlított a mai krokodilokra; megnyúlt és elkeskenyedő, végén kissé kiszélesedő állkapcsai különösen a gangeszi gaviálhoz teszik hasonlatossá. Életmódja is hasonló lehetett, vízben élt és hosszú, fogakkal teli állkapcsa oldalirányú kaszálásával halakra vadászott.
A Pedra de Fogo formáció többi lelete alapján nedves, trópusi környezetben élt. A rétegek többnyire lagúnákban és lassú folyókban képződő anyagpalából, iszapkőből és mészkőből állnak, a Prionosuchuson kívül egyéb kétéltűeket, primitív cápákat, tüdőshalakat találtak benne. 

## Taxonómiája
A Prionosuchus nemet Carroll sorolta be az Archegosauridae családba. A genusba egyetlen faj tartozik, a P. plummeri. Rokonai, mint például a Németországban megtalált Archegosaurus a perm időszak során ugyanazt az ökológiai niche-t foglalták el, mint a mai krokodilok és aligátorok. A család a perm végén kipusztult, szerepüket hüllők vették át, mint például a triászkori Phytosaurus.
Cox és Hutchinson 1991-es közleménye az Oroszországban talált Platyoposaurusszal azonosította a Prionosuchust, véleményük szerint a Pedra de Fogo formáció inkább a késői permből származik. A Platyoposaurus azonban jelentősen kisebb volt, csak 2,5 méter volt a hossza, vagyis biztosan más fajhoz tartozott. Más vizsgálatok a botanikai leletek alapján inkább kora perminek vélik a formációt, ami a Prionosuchus és Platyoposaurus ismert fosszíliái között jelentős időkülönbséget vet fel. Ma a legtöbb paleontológus különálló genusnak tekinti a Prionosuchust. 

## Források

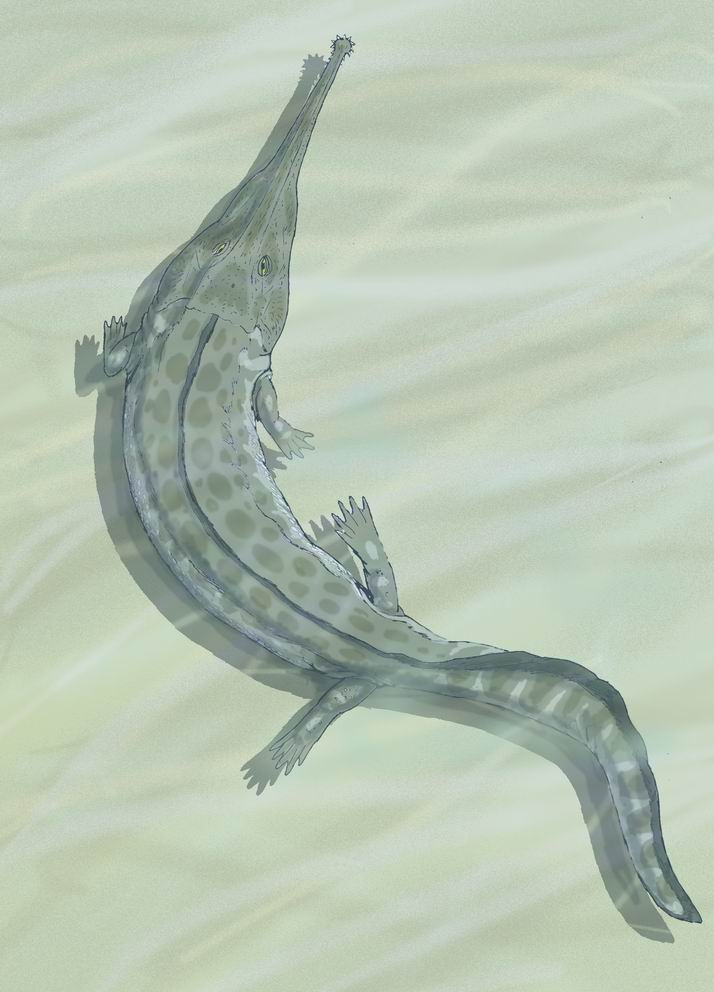

## Fordítás
- Ez a szócikk részben vagy egészben  a   Prionosuchus című angol Wikipédia-szócikk ezen változatának fordításán alapul.  Az eredeti cikk szerkesztőit annak laptörténete sorolja fel. Ez a jelzés csupán a megfogalmazás eredetét és a szerzői jogokat jelzi, nem szolgál a cikkben szereplő információk forrásmegjelöléseként.